# Ma Shuyue
Ma Shuyue (* 29. Juni 1999) ist eine chinesische Tennisspielerin.

## Karriere
Ma Shuyue, die mit acht Jahren das Tennisspielen begann, bevorzugt dabei den Sandplatz. Sie spielt hauptsächlich auf Turnieren der ITF Women’s World Tennis Tour, auf der sie bislang zwei Titel im Einzel gewinnen konnte.
Im September 2016 erhielt sie eine Wildcard für die Qualifikation zu den China Open, wo sie in der ersten Runde Vania King mit 1:6 und 1:6 ausschied.

## Turniersiege

### Einzel
| Nr. | Datum            | Turnier      | Kategorie   | Belag           | Finalgegnerin   | Ergebnis      |
| --- | ---------------- | ------------ | ----------- | --------------- | --------------- | ------------- |
| 1.  | 23. Februar 2019 | Altenkirchen | ITF $25.000 | Teppich (Halle) | Maryna Zanevska | 6:4, 5:7, 7:5 |
| 2.  | 13. April 2019   | Hongkong     | ITF $25.000 | Hartplatz       | Maddison Inglis | 4:6, 6:3, 6:2 |